# Суфимова, Гертруда Александровна
Гертру́да Алекса́ндровна Суфи́мова (30 апреля 1927, Окунево, Муромцевский район, Тарский округ, Сибирский край, РСФСР, СССР — 15 апреля 1998, Москва) — советская и российская актриса, кукловод, голос Каркуши из передачи «Спокойной ночи, малыши!» (1982—1998). Заслуженная артистка Российской Федерации (1995), лауреат премии «ТЭФИ» (1997).

## Биография
Гертруда Суфимова родилась 30 апреля 1927 года в селе Окунево Омской области. Родители были репрессированы в 1930-е годы и её детство прошло в детском доме.
Окончила ГИТИС.
Несколько лет работала в Московском драматическом театре на Малой Бронной. В результате автомобильной аварии получила травму лица. После перенесённых операций на лице остались следы от ран и была нарушена мимика, в связи с чем была вынуждена уйти из театра.
Автор сценария мультфильма 1974 года «Морозный узор» (режиссёр Борис Ардов).

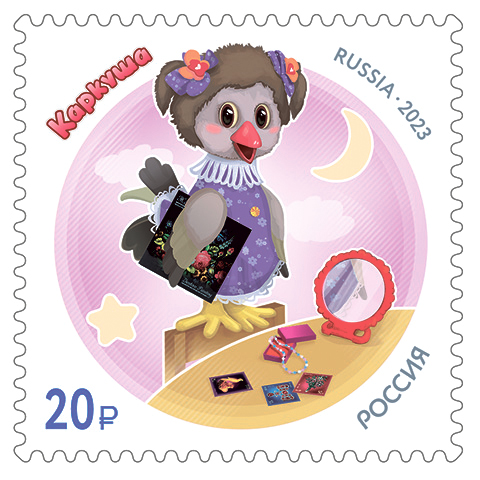

В 1982 году приглашена на работу в детскую телепередачу «Спокойной ночи, малыши!» в качестве кукловода нового персонажа Каркуша.
Актриса, никогда ранее не работавшая с куклами, сразу полюбила свою героиню. Свою Каркушу Гертруда Александровна не давала никому в руки, ревновала. Называла доченькой и  к гардеробу куклы относилась очень серьёзно. Актриса сама следила за модой, шила и вязала одежду себе и Каркуше, одевая её по последнему писку моды.
Работала с Каркушей более 15 лет, до последних дней своей жизни.
Актриса была самой возрастной среди актёров-кукловодов передачи «Спокойной ночи, малыши!».
В 1995 году удостоена почётного звания Заслуженная артистка Российской Федерации. Лауреат российской национальной телевизионной премии «ТЭФИ» за 1997 год.
Скоропостижно скончалась 15 апреля 1998 года на 71-м году жизни в Доме ветеранов сцены имени А. А. Яблочкиной. Возвращаясь с записи телепередачи, в машине артистке стало плохо с сердцем.
Похоронена на Николо-Архангельском кладбище. 